# اردوهورواتی
اردوهورواتی (به مجاری: Erdőhorváti) یک منطقهٔ مسکونی در مجارستان است که در ناحیه شاروش‌پاتاک واقع شده‌است. اردوهورواتی ۵۰٫۱۱ کیلومتر مربع مساحت و ۶۱۶ نفر جمعیت دارد.